# نرت پتوومک (مریلند)
نرت پتوومک (به انگلیسی: North Potomac) شهری در ایالت مریلند کشور ایالات متحده آمریکا است که جمعیت آن در سرشماری سال ۲۰۱۰ میلادی، ۲۴٬۴۱۰ نفر بوده‌است.